# Diangathia
Diangathia is een geslacht van hooiwagens uit de familie Sclerosomatidae.
De wetenschappelijke naam Diangathia is voor het eerst geldig gepubliceerd door Roewer in 1955. 

## Soorten
Diangathia is monotypisch en omvat slechts de volgende soort:
- Diangathia bovifrons